# Rágama
Rágama è un comune spagnolo di 302 abitanti situato nella comunità autonoma di Castiglia e León.
Originariamente chiamata Rámaga, verso l'anno 1592, sotto il regno di Filippo II, la cittadina assunse il suo nome attuale.